# Pongrácz Elemér

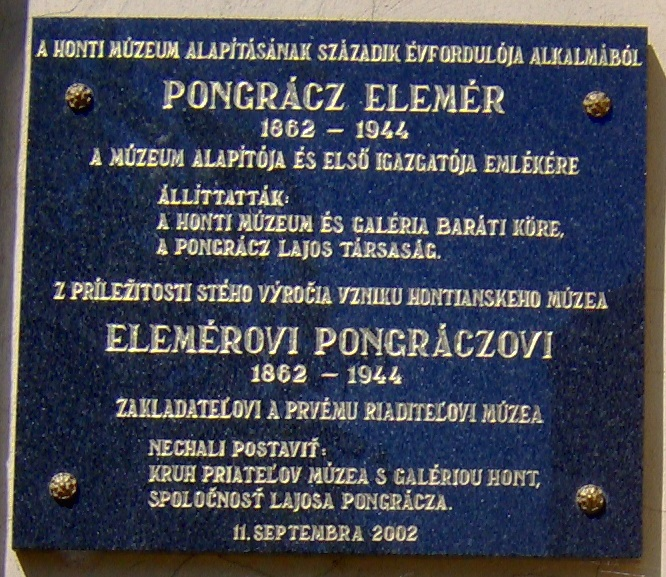
Emléktáblája a Honti Múzeum falán

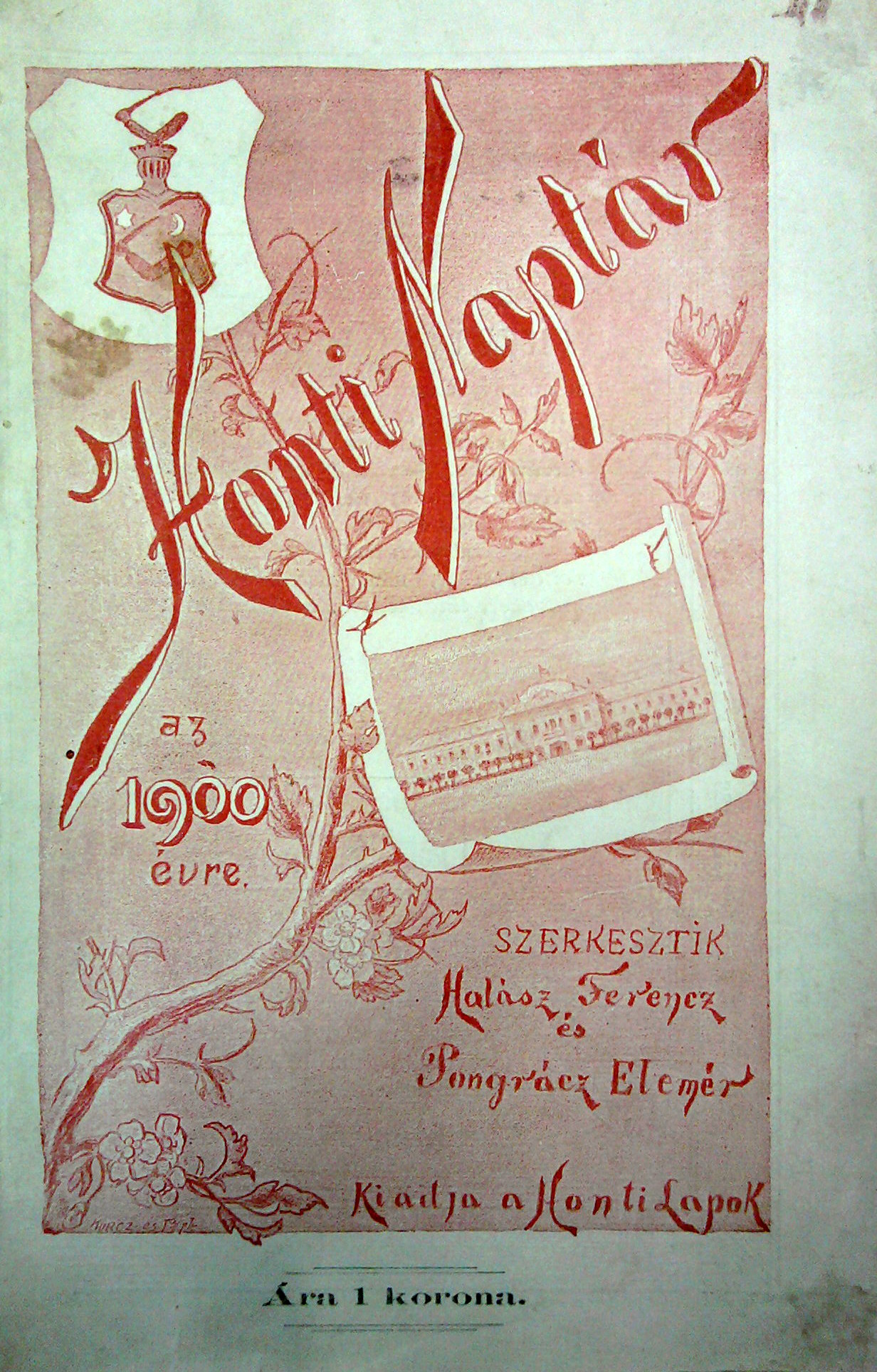
Honti Naptár, 1900

Szentmiklósi és óvári Pongrácz Elemér (Felsőtúr, (Hont vmegye), 1862. november 8. – Budapest, 1944. február 18.) képviselőházi pénztárnok, író, újságíró, helytörténész, múzeumigazgató.

## Élete
Pongrácz Elemér 1862. november 8−án született Pongrácz István tábornok és Pákozdy Róza gyermekeként Felsőtúron. Pongrácz Lajos alispán volt a nagybátyja. Középiskolai tanulmányait Nagyszombatban és Vácon végezte, majd számviteli államvizsgát tett. 1881 és 1885 közt a Budapesti Tudományegyetemen jogot tanult, de tanulmányait nem fejezte be. Egy ideig bedolgozott a Hasznos Mulattatóba, az Üstökösbe és az Új Budapestbe.
Miután Pongrácz  1886−ban visszatért szülőmegyéjébe megindította a Honti Hírlapot, megalapította a Hontvármegyei Irodalom− és Művészetpártoló Egyletet. 1888−tól Hont vármegye tisztviselőjeként dolgozott, először al−, majd főszámvevőként. 
1893−tól már a magyar országgyűlés képviselőházának pénztári ellenőreként dolgozott, ám kapcsolatát szülőmegyéjével ezután sem szakította meg, 1893−ban és 1894−ben kiadta a Hontvármegyei Almanachot.
1898−ban Matunák Mihály segítségével az ipolysági vármegyeházán egy országos visszhangot kiváltó kiállítást rendezett, s ennek megjelentette a katalógusát is, amely termek szerint mutatja be a mintegy ezer darab tárgyat. A Pongrácz által szervezett kiállítás után nyomban megfogalmazódott egy új múzeum létrehozásának terve is. Már 1898. december 29−én megtartotta alakuló ülését a Hontmegyei Múzeumtársulat, mely a legfőbb célját teljesítette: 1902−ben megnyílt Ipolyságon a Honti Múzeum, melynek Pongrácz Elemér lett az első igazgatója. A Honti Múzeum képes katalógusa című kiadványt is Pongrácz Elemér szerkesztette. Eszerint 1902−ben a múzeum tulajdonát képezte az a 80 darab olajfestmény, melynek szerzői közt ott találjuk Kubányi Lajost,  Márffy Ödönt és Vastagh Györgyöt. Szintén gazdag volt a kerámia− és porcelángyűjtemény s az okiratok tára.
1910−től éveken át szerkesztette a Honti Naptárt. A naptárak értékes irodalmi és helytörténeti anyagot közöltek. 
Szinnyei József lexikona alapján összeállította és különnyomatként megjelentette Budapesten A Pongrácz−család írói című művét (1905).
A huszadik század elejétől Pongrácz tartósan Pesten élt. Elkészítette a Borovszky monográfiája számára az Irodalom, tudomány, művészet című fejezetet.
1944. február 18−án hunyt el Budapesten. A Farkasréti temetőben pihent a 20/2. parcellában, de sírja már nincs meg.
Az ipolysági Honti Múzeum falán márvány emléktábla örökíti meg Pongrácz Elemér nevét. A táblát a múzeum alapításának századik évében, 2002−ben leplezték le.

## Művei
- A hontvármegyei történelmi kiállítás katalogusa. Ipolyság, 1898.
- A honti múzeum képes katalogusa. Ipolyság, 1902.
- Borovszky: Hont vármegye és Selmeczbánya sz. kir. város,  1906, Irodalom, tudomány, művészet című fejezet online hozzáférés
- A Pongrácz−család írói

Szerkesztette a Hontvármegyei Almanachot 1893-ra és 1894-re és a Honti Naptárt, munkatársa volt a Hasznos Mulattató, Új Budapest, Nógrádi Lapok, Honti Hiradó, Bolond Istók, Esztergomi Közlöny, Kecskeméti Lapok, Kecskemét, Honti Lapok, Hontvármegye, az Ország-Világ és a Magyar Szalon c. lapoknak.

## Álnevei
Fagyos szent és Pancratius.